# Бањалучка филхармонија
Бањалучка филхармонија је симфонијски и гудачки оркестар у Бањалуци, највећем граду Републике Српске.

## Историја
Бањалучка филхармонија је основана у јануару 2010. године. Њене чланове и руководство чине млади, али већ признати умјетници, како у Републици Српској, Босни и Херцеговини, тако и у Европи. Оснивање филхармоније представља велики подухват који треба допринијети развоју и промоцији културе и музичког живота на овим просторима, али и представити и промовисати наше просторе изван наших граница. Један од основних циљева Бањалучке филхармоније је да понуди могућност младим кадровима да на квалитетан начин наставе са професионалним ангажманом.
У свом досадашњем раду Бањалучка филхармонија биљежи неколико јавних наступа у нашој земљи и у иностранству. Након првог концерта, у мају 2010. године, којим је свечано обиљежен почетак рада оркестра, услиједили су позиви за гостовања у региону и шире. Тако је, крајем августа 2010. године, симфонијски оркестар Бањалучке филхармоније одржао три концерта на "Мјузик Малар" фестивалу у Шведској. Након концерата у Бањалуци и Градишци, средином новембра 2010. године, гудачки оркестар Бањалучке филхармоније се представио Италијанима, гдје је у четири града одржано пет концерата са различитим диригентима и солистима. Услиједиле су позитивне критике и позиви за наставак сарадње. Децембарски концерт, Бањалучка филхармонија је посветила промоцији студената Академије умјетности Универзитета у Бањалуци. У јануару 2011. године под покровитељством Предсједника РС, Владе Републике Српске, и Града Бањалука, Бањалучка филхармонија је одржала Новогодишњи концерт који су публика и критичали оцијенили највишом оцјеном.
Бањачучка академија, поред многобројних наступа, сваке године организује и новогодишњи концерт, који буде одржан у бањалучком Банском двору.

## Солисти
- Александра Копић
- Албина Смајловић
- Роберт Лакатош
- Марија Шестић[2]